# معركة قلعة النسور
معركة قلعة النسور (بالإسبانية: Battle of Calatañazor)‏ هي معركة أسطورية من المفترض أنها دارت في يوليو 1002 في قلعة النسور بين قوات المسلمين بقيادة الحاجب المنصور وقوات تحالف مسيحي من قوات ألفونسو الخامس ملك ليون وسانشو الثالث ملك نافارا وسانشو غارسيا كونت قشتالة. ويُقال أن المنصور الذي توفي في 27 رمضان 392 هـ/9 أغسطس 1002 م توفي نتيجة جراحه في تلك المعركة. أول من شكك في صحة تلك المعركة تاريخيًا كان المؤرخ رينهارت دوزي عام 1881.

## الأسطورة
أنهى المنصور حملته على جليقية، ثم قرر غزو قشتالة. واجه عندئذ جيش كبير من قشتالة وليون عند قلعة النسور، فقُتل آلاف المسلمين، وانسحب المنصور في جنح الظلام. وفي اليوم التالي، توجّه برمودو لمعسكر المسلمين، ليجده فارغًا تاركين ورائهم غنائم كبيرة. وطاردهم غارسيا فرنانديث (المتوفي عام 995)، وعاد بعدد كبير من الأسرى.